# Devil on the Wall
Devil on the Wall è un singolo del cantautore statunitense Myles Kennedy, pubblicato il 16 febbraio 2018 come terzo estratto dal primo album in studio Year of the Tiger.

## Video musicale
Sebbene non sia stato pubblicato alcun videoclip per il singolo, la Napalm Records ha reso disponibile attraverso il proprio canale YouTube un lyric video animato.

## Tracce
1. Devil on the Wall – 3:44

## Formazione
Musicisti
- Myles Kennedy – voce, chitarra, banjo, lap steel guitar, basso, mandolino
- Zia Uddin – batteria, percussioni
- Tim Tournier – basso
- Michael "Elvis" Baskette – tastiera

Produzione
- Michel "Elvis" Baskette – produzione, missaggio
- Jef Moll – ingegneria del suono, montaggio
- Brad Blackwood – mastering